# Phalcoboenus
Genre
Phalcoboenus est un genre de rapaces d'Amérique du Sud appartenant à la famille des Falconidae.

## Liste d'espèces
D'après la classification de référence (version 2.2, 2009) du Congrès ornithologique international (ordre phylogénique) :
- Phalcoboenus carunculatus – Caracara caronculé
- Phalcoboenus megalopterus – Caracara montagnard
- Phalcoboenus albogularis – Caracara à gorge blanche
- Phalcoboenus australis – Caracara austral